# Лаходный, Иоганн
Иоганн Лаходный — австрийский врач чешского происхождения. Гинеколог, акушер-гинеколог, специализирующийся на акушерской онкологии, заведующий клиникой, профессор университетов, изобретатель и разработчик ряда реконструктивных хирургических процедур, направленных на гинекологические патологии, более конкретно связанные с женской репродуктивной системой — в том числе недержание мочи и опущение гениталий. Его профессиональная деятельность как врача и исследователя сосредоточена, прежде всего, в Австрии, в городе Санкт-Пёльтен. Он также считается одним из ведущих мировых экспертов в области озонотерапии благодаря своему личному вкладу в укрепление ее лечебного потенциала с помощью смелой инновационной методики, которую он разработал, усовершенствовал и усовершенствовал по своей собственной инициативе, теперь известной как OHT или Озоновая высокодозированная терапия .

## Биография

### Карьера
Иоганн Лаходный получил докторскую степень по гинекологии и акушерству в 1965 году.
Сначала он работал врачом общей практики, а затем получил звание заведующего отделением гинекологии и акушерства в Национальной больнице в Гмюнд и в Областной больнице в районе Санкт-Пёльтен. В ходе своей клинической практики он разработал несколько хирургических методик реабилитации, направленных на гинекологические патологии, более конкретно связанные с женской репродуктивной системой в частности, недержание мочи и опущение гениталий.
В 1994 году он был назначен профессором Венского университета.
В 1999 году он получил специальную профессиональную награду за свои усилия в области гигиенической медицины. С 1999 по 2003 год был членом совета директоров Американского общества вагинальной хирургии. С 2000 по 2005 гг. был президентом Европейского общества тазовой хирургии. В 2002 году был назначен почетным членом Итальянского общества акушерства и гинекологии.
За этот период он опубликовал ряд научных статей и несколько научных книг.

### Поиски
Эксперт в области биорезонанса, Витальфельда, нормобарной кислородной терапии, "тахионической полевой терапии" и микроскопии темного поля, он посвящает почти все свое свободное время, хобби и отдыху проведению личных исследований различных видов доступной комплементарной медицины. Движимый ненасытной страстью, его клиническая и академическая подготовка позволила ему углубить свои экспоненциальные знания в области альтернативной терапии в течение почти четырех десятилетий.

### OHT: Высокая доза озоновой терапии
Самофинансируя собственную работу по изучению терапевтического воздействия медицинского озона на митохондрии и стволовые клетки, он с 2010 года сосредоточился на инновационной форме озонотерапии, которую он постепенно развивает.

### Возникающая идея
Доктор Лаходный исходит из того, что каждый человек наделен гигантским потенциалом стволовых клеток, симбиотически посвященных восстановлению любого сопутствующего ущерба, который может изменить правильное функционирование организма и структуры органов. Поэтому он косвенно пришел к выводу, что, по его мнению, подлинный прогресс в области медицины должен быть сосредоточен, прежде всего, на целенаправленном использовании этих микроорганизмов.

### Протокол
Эволюция озонотерапевтического лечения, которую продвигает доктор Лаходный, заключается в том, чтобы, в некотором смысле, нарушить ограничительные правила, касающиеся прагматической дозировки, которые до сих пор имели тенденцию преобладать в отношении обычного протокола, хорошо укоренившегося в традиционных обычаях и привычках. Фактически, любая предыдущая процедура обычно включала однократную инъекцию самогемотерапевтическим инфузии, содержащей 200 мл озона в концентрации 40 ug, после чего сеанс заканчивался. Этот концептуальный предел был основан на произвольном кредо, согласно которому превышение границы дозы — как с точки зрения количества, так и с точки зрения концентрации — может привести к разрыву клеток в результате растворения крови, что является допустим риском, последствия которого ранее считались гипотетически смертельными.

### Эксперименты
Лаходный всегда скептически относился к такому априори, не подтвержденному должным образом фактами или клиническим опытом. Для того, чтобы проверить или признать недействительной такую гипотезу, он решил поэкспериментировать с ней на себе. Для этого он на свой страх и риск решился протестировать совершенно новый протокол. Для этого, его исследования состояли в мастерски — и опасно — повышение концентрации и дозы первоначально рекомендуется, отодвинув максимальные разрешенные пределы, насколько это возможно. Таким образом, за один сеанс он провел 10 самогемотерапевтических транзитов, каждый из которых содержал 200 мл крови, смешанной с 200 мл газа озона в концентрации 70 мкг/мл, обеспечивая тем самым кумулятивное потребление озона 140 000 мкг.

### Результаты
Помимо всех ожиданий, клинические исследования, проведенные апостериори, не выявили никаких отклонений или изменений, заметных как с клинической, так и с гематологической точки зрения. Затем он достигает удвоения дозы, на этот раз выполняя 20 последовательных аутогемотерапевтических транзитов также за одну процедуру. Таким образом, как и прежде, каждое взаимодействие содержит 200 мл крови, взятой инфузией, а затем смешанной с 200 мл газа озона, доведенного до концентрации 70 мкг/мл, что обеспечивает подачу озона в объеме 280 000 мкг, инъектируемого прогрессивно через 20 непрерывных взаимодействий. Опять же, лабораторные тесты показывают беспроблемный анализ крови.

### Ттерапевтическая эмуляция
Продолжение ранее начатых экспериментов также позволило ему наблюдать заметную стимуляцию экспоненциальной активации стволовых клеток. Сформулированная гипотеза состояла в том, что эти микроорганизмы будут активизироваться процессом, запускаемым OHT, что, таким образом, будет способствовать направлению их репаративного и регенеративного действия на любое повреждение или структурную проблему, прямо или косвенно воздействующую на организм.

### Перспективы на будущее
Основываясь на обнадеживающих и повторяющихся терапевтических результатах, Лаходный выдвигает гипотезу о том, что лечебный эффект, вызванный этим инновационным лечением, может быть достигнут за счет пролиферации стволовых клеток, реактивация которых позволит их лечебному потенциалу быть запущенным стимулом, косвенно вызванным OHT.

### Разработки
В 2014 году он открыл и усовершенствовал новую дозировку — L1, которая, по его мнению, активизирует рост стволовых клеток и производство аденозинтрифосфата (АТФ). Его применение можно суммировать как "большую аутогемотерапию сочетании с инъекциями озона в массовых дозах как с точки зрения концентрации — до 70 мкг/мл при аутогемотерапии, так и даже 80 мкг/мл при ректальной инсуффляции — и с точки зрения количества: обычно 140.000 мкг, но иногда до 280.000 мкг при лечении более сложных состояний. Благодаря этому новаторскому подходу доктор Лаходный утверждает, что получает терапевтические результаты, которые он называет "исключительными" в лечении ряда хронических патологий в сочетании с рядом других проблем со здоровьем, которые, как правило, считаются трудноизлечимыми.

## Научные публикации
- Индексирование научных статей, опубликованных Иоганном Лаходным или в сотрудничестве с ним. (англ.) = Répertorisation des articles scientifiques publiés par — ou en collaboration avec — Johann Lahodny // NIH : United States National Library of Medicine. — NCBI : National Center for Biotechnology Information: PubMed, 1980-2006.
- Перечень исследований, опубликованных доктором Иоганном Лаходным или в сотрудничестве с ним в ходе его работы в качестве главного врача в Государственной больнице Занкт-Пёльтен и связанных с ней учреждениях (англ.) = Johann Lahodny’s research while affiliated with Landesklinikum Sankt Pölten and other place // ResearchGate. — 1997-2007. Répertorisation des travaux de recherches publiés par — ou en collaboration avec — le Dr Johann Lahodny au cours de son activité de médecin en chef tant à l’hôpital public de Sankt Pölten qu’au sein d’institutions connexes.
- M. Wollein & J. Lahodny. Vaginales Gesamtkonzept zur Sanierung von Inkontinenz und Descensus (нем.) // Archives of Gynecology and Obstetrics. — Springer Science+Business Media: Deutsche Gesellschaft für Gynäkologie und Geburtshilfe, juillet 1989. — Bd. 245. — S. 779–780. — doi:10.1007/BF02417561.
- Johann Lahodny. Vaginale Inkontinenz- und Deszensuschirurgie : gynäkoanatomische Grundlagen und chirurgisches Vorgehen = incontinence urinaire (нем.). — Stuttgart: Palm und Enke Verlag, 1991. — ISBN 3432986211.
- Gruber I, Lahodny J, Illmensee K, Lösch A. Heterotopic pregnancy: report of three cases (англ.) = Grossesse hétérotopique avec rupture des trompes : rapport afférent à trois cas // Wien Klin Wochenschr.. — Department of Obstetrics and Gynecology, St. Pölten Hospital, St. Pölten, Austria, 28 mars 2002. — Vol. 114, no. 5-6. — P. 229-232. — PMID 12238314. Indexé à MEDLINE.

## Pесурсы

### Замечания
1. 1 2  Анаграмма "OHT" или, по-немецки, Ozohochdosistherapie относится к инновационному применению инъекционной озонотерапии посредством "аутогемотерапии" и, согласно смелому новому процессу, придуманному доктором Иоганном Лаходным. Протокол предусматривает введение массивных доз озона (значительно более высоких, чем обычно) в количественном и концентрационном отношении.[8][9]
2. ↑  Опущение и выпадение женских половых органов —  по-французски: prolapsus génital — по-немецки : Scheidenvorfall.
3. 1 2 3 4  Большая озонированная аутогемотерапия — на английском языке: Major Autohemotherapy или O3 AHT.
4. 1 2 3  В случае озонотерапии аутогемотерапия, кровь пациента сначала берется и смешивается с озоном, а затем снова вводится в кровообращение донора по тому же самому каналу и через инфузию. Есть две различные формы инъекций:
  1. lМаленькая аутогемотерапия, [H 10] где берется только эквивалент маленького шприца. Затем кровь смешивается с озоном и снова вводится в любом другом месте тела.[H 10][H 11]
  2. Большая аутогемотерапия", при которой большее количество крови (обычно из полости предплечья) вводится в пластиковый или стеклянный пакет и смешивается с медицинским озоном, а затем возвращается в кровоток через тот же настой, который оставался на месте в течение всего ретроактивного процесса, который обычно занимает около 20-40 минут.[H 11]
5. ↑  С тех пор старые дозировки, как с точки зрения концентрации медицинского озона — первоначально до 70 мкг/мл при большой аутогемотерапии[alpha 3][alpha 3][alpha 4], так и даже 80 мкг/мл при ректальной инсуффляции[H 12] в целом были снижены до 50 мкг/мл.

### Библиографические ссылки
1. 1 2 3 4 5  Messini, Delucca & Welponer, 1989, pp. 709-710
2. 1 2  Paparella & De Santis, 1999, pp. 65-70
3. 1 2  Delucca & Massini, 1990, pp. 473-474
4. 1 2 3  Gruber, Lahodny, Illmensee & Lösch, 2002, pp. 229-232
5. 1 2 3  ResearchGate et al., 1997-2007, p. 1
6. 1 2  Lahodny, Giesel & Metzenbauer, 1991
7. ↑  Paparella, Zullo, Oliva, Astorri & Mancuso, 1994, p. 105
8. ↑  Wollein & Lahodny, 1989, pp. 779-780
9. ↑  NIH, NLM & PubMed, 1980-2006, pp. 1-3
10. 1 2  Valdenassi & Franzini, 2019, pp. 44-47
11. 1 2  Smith, Oertle, Warren & Prato, 2015, pp. 37-48
12. 1 2  Bocci, Zanardi &  Borrelli, Travagli, pp. 482-489